# Sprungschanze Anklam
Die Sprungschanze Anklam war eine Skisprungschanze in der Hansestadt Anklam in Mecklenburg-Vorpommern.
Anklam war viele Jahre eine Hochburg des Wintersports im Norden der DDR. Nachdem es zwei Vorläufer gegeben hatte, veranlasste der Sportlehrer Alfred Hannig (1912–1981) den Bau der Sprungschanze auf einem Gelände unweit des Sportplatzes. Der Bau kostete ca. 6000 Mark und wurde von den ortsansässigen Skisportlern in Eigenleistung errichtet. Baubeginn war im Dezember 1959 und 1969 wurde die Schanze wegen Schneemangel mit Matten belegt. Die Sprungschanze wurde Mitte der 1970er-Jahre abgebaut. Sie gilt als die geografisch gesehen nördlichste und am tiefsten gelegene deutsche Sprungschanze. 2023 kamen Pläne auf, einen Nachbau der Schanze als Skulptur auf einem neuen Kreisverkehr aufzustellen, dieser Plan wurde jedoch modifiziert, sodass jetzt eine Skulptur auf mehrere Sportarten aus Anklam – darunter auch Skispringen – hinweisen soll.

## Events
Mehrmals wurden Nachtspringen ausgetragen, bei denen auch Fackeln zur Beleuchtung genutzt wurden.